# Crossmaglen
Crossmaglen o Crosmaglen (Crois Mhic Lionnáin. che significa "Attraversamento di Mac Lionnáin", in gaelico irlandese) è un villaggio della zona meridionale della Contea di Armagh, in Irlanda del Nord. Con una popolazione di 1.182 abitanti è l'insediamento più vasto del South Armagh. Il villaggio è sede di una vasta struttura del Police Service of Northern Ireland, la polizia nordirlandese, originariamente una contestata base dell'esercito britannico con torretta d'osservazione, tanto che i locali chiamavano l'area "the look-out post".
La piazza principale del villaggio è dedicata al Cardinale Tomás Ó Fiaich, un abitante del posto divenuto Primate d'Irlanda (figura a capo della Chiesa cattolica in Irlanda) morto nel 1990. 
A Crossmaglen è presente un famoso club GAA, il Crossmaglen Rangers.